# Mézilles
Mézilles és un municipi francès, situat al departament del Yonne i a la regió de Borgonya - Franc Comtat. L'any 2007 tenia 576 habitants.

## Demografia

### Població
El 2007 la població de fet de Mézilles era de 576 persones. Hi havia 260 famílies, de les quals 100 eren unipersonals (56 homes vivint sols i 44 dones vivint soles), 88 parelles sense fills, 64 parelles amb fills i 8 famílies monoparentals amb fills.
La població ha evolucionat segons el següent gràfic:
Habitants censats

### Habitatges
El 2007 hi havia 423 habitatges, 272 eren l'habitatge principal de la família, 115 eren segones residències i 36 estaven desocupats. 386 eren cases i 30 eren apartaments. Dels 272 habitatges principals, 187 estaven ocupats pels seus propietaris, 65 estaven llogats i ocupats pels llogaters i 20 estaven cedits a títol gratuït; 2 tenien una cambra, 20 en tenien dues, 83 en tenien tres, 74 en tenien quatre i 94 en tenien cinc o més. 175 habitatges disposaven pel capbaix d'una plaça de pàrquing. A 136 habitatges hi havia un automòbil i a 95 n'hi havia dos o més.

### Piràmide de població
La piràmide de població per edats i sexe el 2009 era:
| Homes | Edats   | Dones |
| ----- | ------- | ----- |
| 0     | 95 o +  | 0     |
| 0     | 90 a 94 | 4     |
| 4     | 85 a 89 | 12    |
| 16    | 80 a 84 | 12    |
| 12    | 75 a 79 | 24    |
| 20    | 70 a 74 | 12    |
| 28    | 65 a 69 | 24    |
| 12    | 60 a 64 | 32    |
| 12    | 55 a 59 | 12    |
| 12    | 50 a 54 | 20    |
| 36    | 45 a 49 | 20    |
| 8     | 40 a 44 | 16    |
| 16    | 35 a 39 | 20    |
| 33    | 30 a 34 | 16    |
| 8     | 25 a 29 | 16    |
| 12    | 20 a 24 | 8     |
| 16    | 15 a 19 | 12    |
| 20    | 10 a 14 | 12    |
| 16    | 5 a 9   | 12    |
| 4     | 0 a 4   | 8     |

## Economia
El 2007 la població en edat de treballar era de 345 persones, 243 eren actives i 102 eren inactives. De les 243 persones actives 227 estaven ocupades (126 homes i 101 dones) i 16 estaven aturades (5 homes i 11 dones). De les 102 persones inactives 44 estaven jubilades, 17 estaven estudiant i 41 estaven classificades com a «altres inactius».

### Ingressos
El 2009 a Mézilles hi havia 265 unitats fiscals que integraven 561 persones, la mediana anual d'ingressos fiscals per persona era de 15.719 €.

### Activitats econòmiques
Dels 24 establiments que hi havia el 2007, 1 era d'una empresa alimentària, 4 d'empreses de construcció, 4 d'empreses de comerç i reparació d'automòbils, 1 d'una empresa de transport, 3 d'empreses d'hostatgeria i restauració, 2 d'empreses financeres, 1 d'una empresa immobiliària, 5 d'empreses de serveis, 1 d'una entitat de l'administració pública i 2 d'empreses classificades com a «altres activitats de serveis».
Dels 10 establiments de servei als particulars que hi havia el 2009, 2 eren oficines bancàries, 2 tallers de reparació d'automòbils i de material agrícola, 1 paleta, 1 fusteria, 2 electricistes, 1 perruqueria i 1 restaurant.
L'únic establiment comercial que hi havia el 2009 era una fleca.
L'any 2000 a Mézilles hi havia 42 explotacions agrícoles que ocupaven un total de 1.330 hectàrees.

## Equipaments sanitaris i escolars
El 2009 hi havia una escola elemental.

## Poblacions més properes
El següent diagrama mostra les poblacions més properes.